# Frédéric Auguste Bartholdi

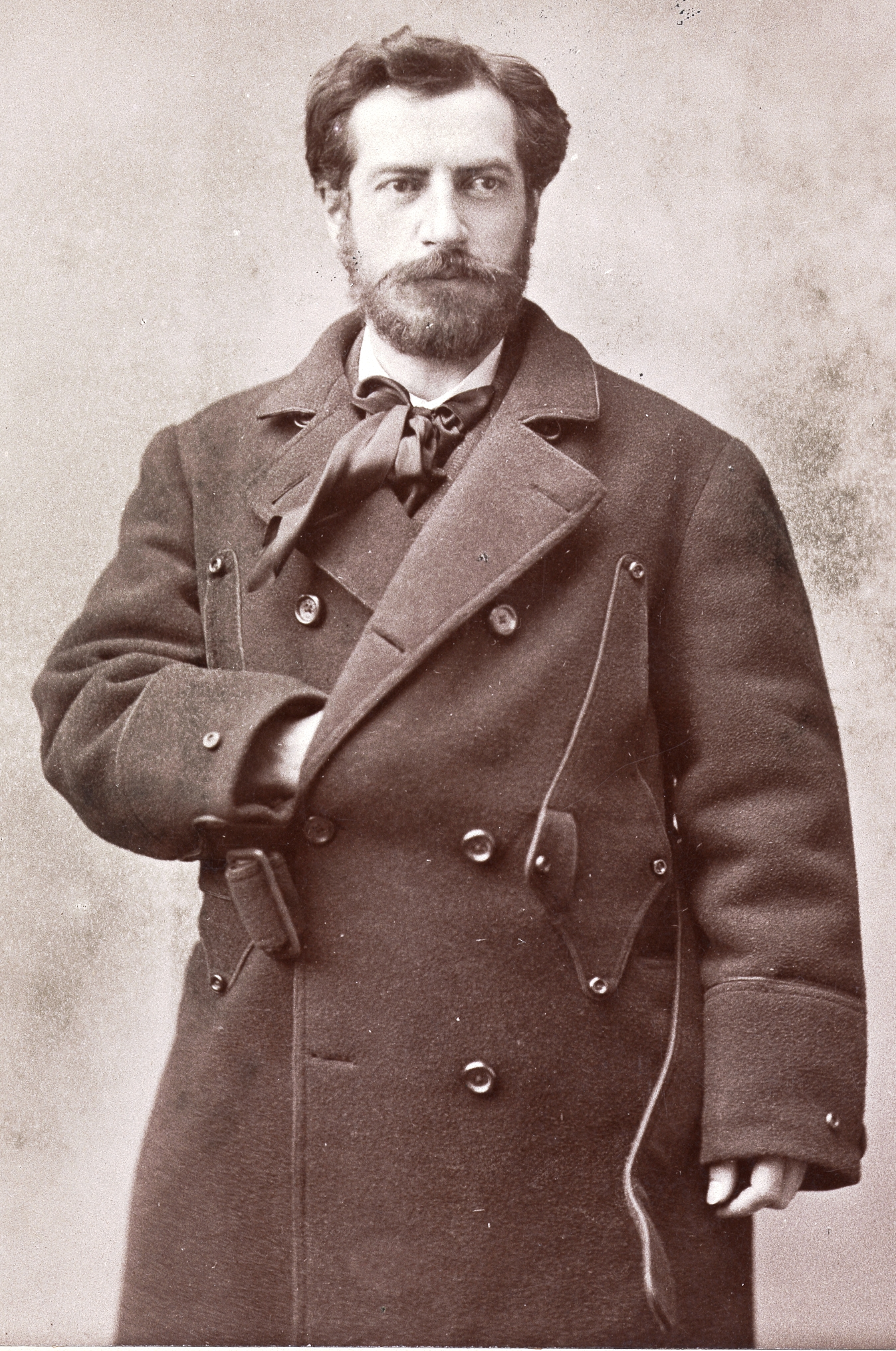
Frédéric Auguste Bartholdi, door Napoleon Sarony

Frédéric Auguste Bartholdi (Colmar, 2 augustus 1834 – Parijs, 4 oktober 1904) was een Frans beeldhouwer. 

## Leven
Hij was de zoon van Jean-Charles Bartholdi (Colmar, 1791 – aldaar, 1836) en Charlotte Beysser (Ribeauvillé, 1801 – Parijs, 1891). Hij had nog een oudere broer, Jean-Charles (Colmar, 1830 – Vanves, 1885). Hij kwam uit een welgesteld milieu. Na de dood van zijn vader vestigde zijn moeder zich in 1843 met haar twee kinderen in Parijs, in de rue d'Enfer. Beide broers liepen school aan het prestigieuze Lycée Louis-le-Grand en volgden tekenles bij schilder Ary Scheffer. Tijdens de schoolvakanties verbleef het gezin in het familiehuis in Colmar of in hun vakantiehuis op het platteland van de Elzas. Ook maakte het gezin reizen doorheen Frankrijk en naar Londen. 
Na een studie als beeldhouwer presenteerde Auguste Bartholdi in 1855 zijn eerste meesterwerk, een bronzen standbeeld van generaal Jean Rapp. Met schilder Jean-Léon Gérôme maakte hij een lange studiereis naar Egypte en Jemen (1855–1856). Op basis van zijn reiservaringen maakte hij de bronzen beeldengroep La Lyre chez les Berbères, die op de Parijse salon van 1857 werd tentoongesteld. Hij begon naam te maken als beeldhouwer via verschillende uitgeschreven wedstrijden voor monumenten en commissies. Hij had zijn atelier in de rue Vavin en later de rue d'Assas. In 1869 maakte hij een tweede reis naar Egypte. 
Bij het uitbreken van de Frans-Duitse Oorlog (1870–1871) nam hij dienst in de nationale garde. Hij vervoegde vervolgens de generale staf van Giuseppe Garibaldi waar hij liaisonofficier was met de Franse regering. Tot zijn grote teleurstelling werd de Elzas na de Franse nederlaag geannexeerd door Duitsland. Door de Duitse overheid werd reizen naar Colmar steeds moeilijker gemaakt. Dit verlies zou een levenslang trauma worden en ook een rode draad door zijn verdere carrière. Hij wijdde verschillende werken aan de Elzas: de Lion de Belfort (1872-1880), Grafmonument voor de gesneuvelden van de nationale garde (1872), Monument de Strasbourg, la Suisse accueillant les douleurs de Strasbourg (1895) en La petite Alsacienne (1883). 
Eind 1871 maakte Bartholdi een eerste reis naar de Verenigde Staten, voor een standbeeld dat het hoogtepunt van zijn carrière zou vormen: La Liberté éclairant le monde (1870–1886). Hij maakte nog nieuwe reizen in 1876, 1885 en 1886, voor de inhuldiging van het Vrijheidsbeeld. Intussen was ook in de Verenigde Staten zijn naam als beeldhouwer gevestigd. In 1874 maakte hij bas-reliëfs voor de kerk van de unitariërs in Boston. 
Bartholdi was vrijmetselaar en was lid van de patriotische loge Alsace-Lorraine in Parijs. In 1876 huwde hij met Jeanne-Emilie Baheux de Puysieux. In 1887 werd hij benoemd tot commandeur in het Legioen van Eer. Hij stierf in oktober 1904 en werd met militaire eer begraven op het Cimetière du Montparnasse. Zijn weduwe schonk in 1907 zijn geboortehuis en verschillende werken aan de stad Colmar. In 1922 werd het Musée Bartholdi geopend in Colmar.

## Werk
Zijn belangrijkste werken zijn:
- La Liberté éclairant le monde, het Vrijheidsbeeld in New York (het gezicht zou dat van zijn moeder zijn)
- Standbeelden in Colmar, Parijs en Union Square in New York
- In het Franse Belfort staat een monumentaal beeld van een leeuw (22 m lang en 11 m hoog) van zijn hand, de Lion de Belfort
  - Het eerste deel van Une semaine de bonté van Max Ernst heeft als titel: Le lion de Belfort
- Het standbeeld van Denis Diderot in Diderots geboorteplaats Langres
- Het ruiterstandbeeld van Vercingetorix in Clermont-Ferrand (ingewijd op 12 oktober 1903)

## Galerij

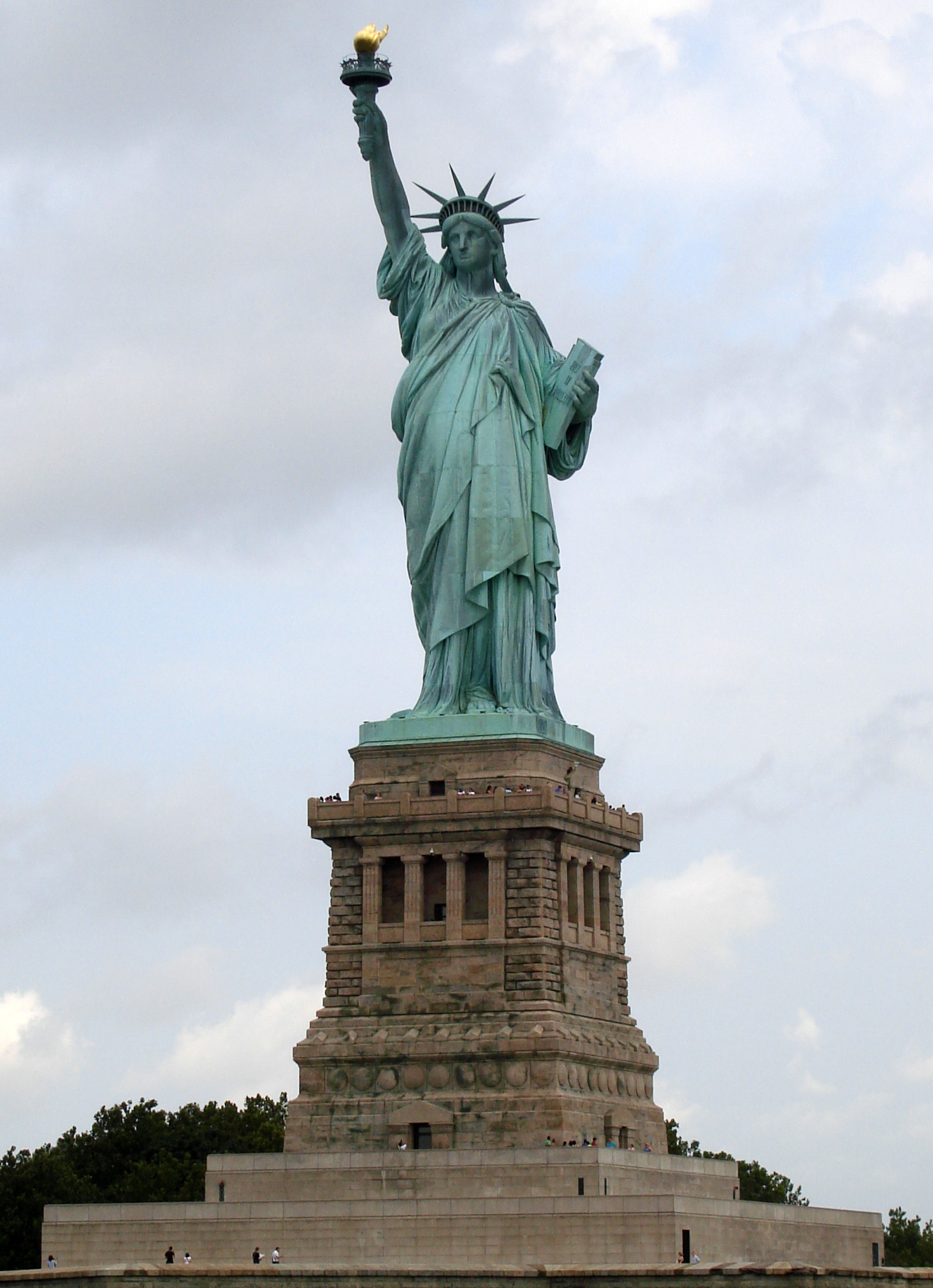
Vrijheidsbeeld in New York
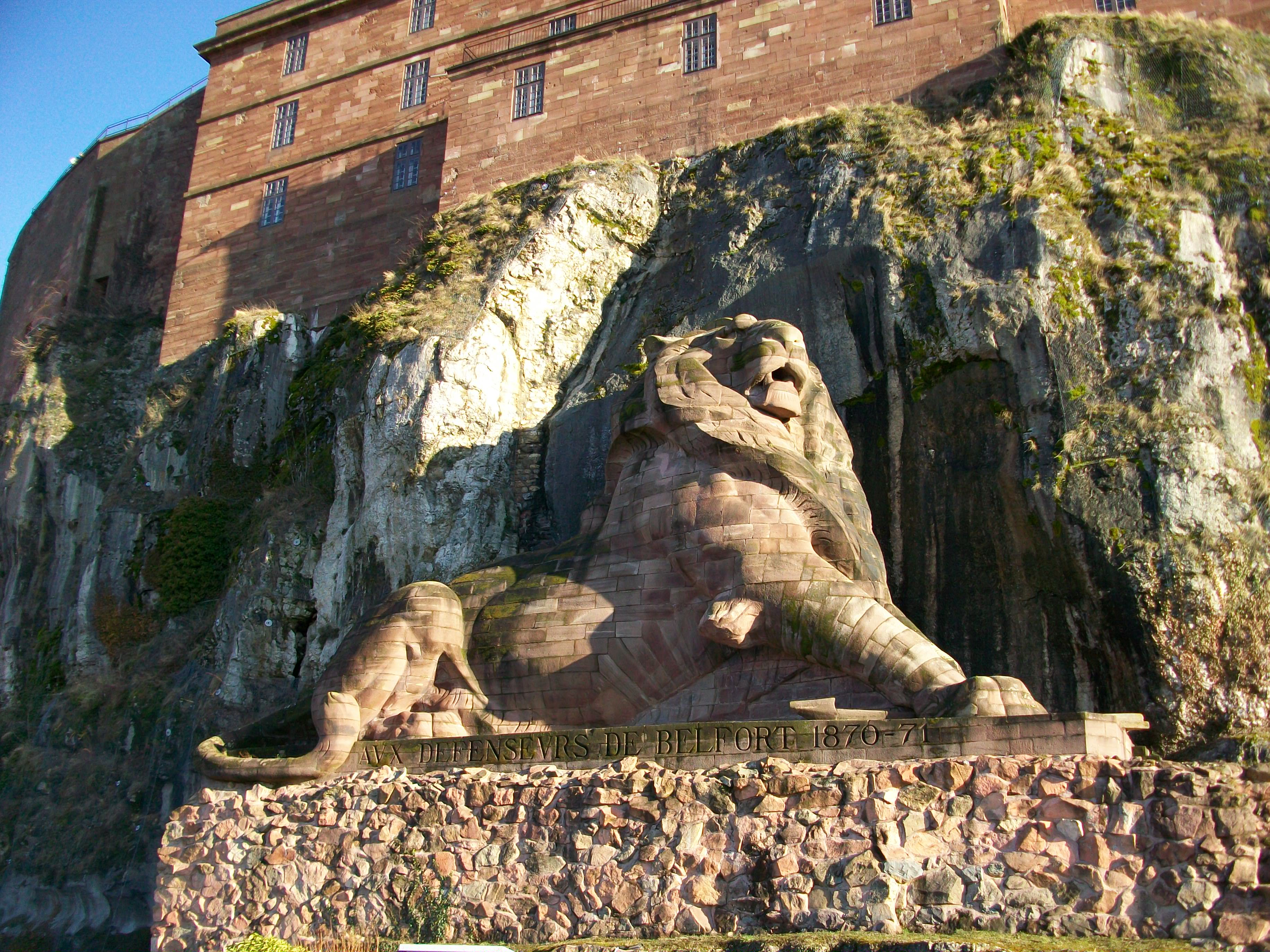
Leeuw in Belfort
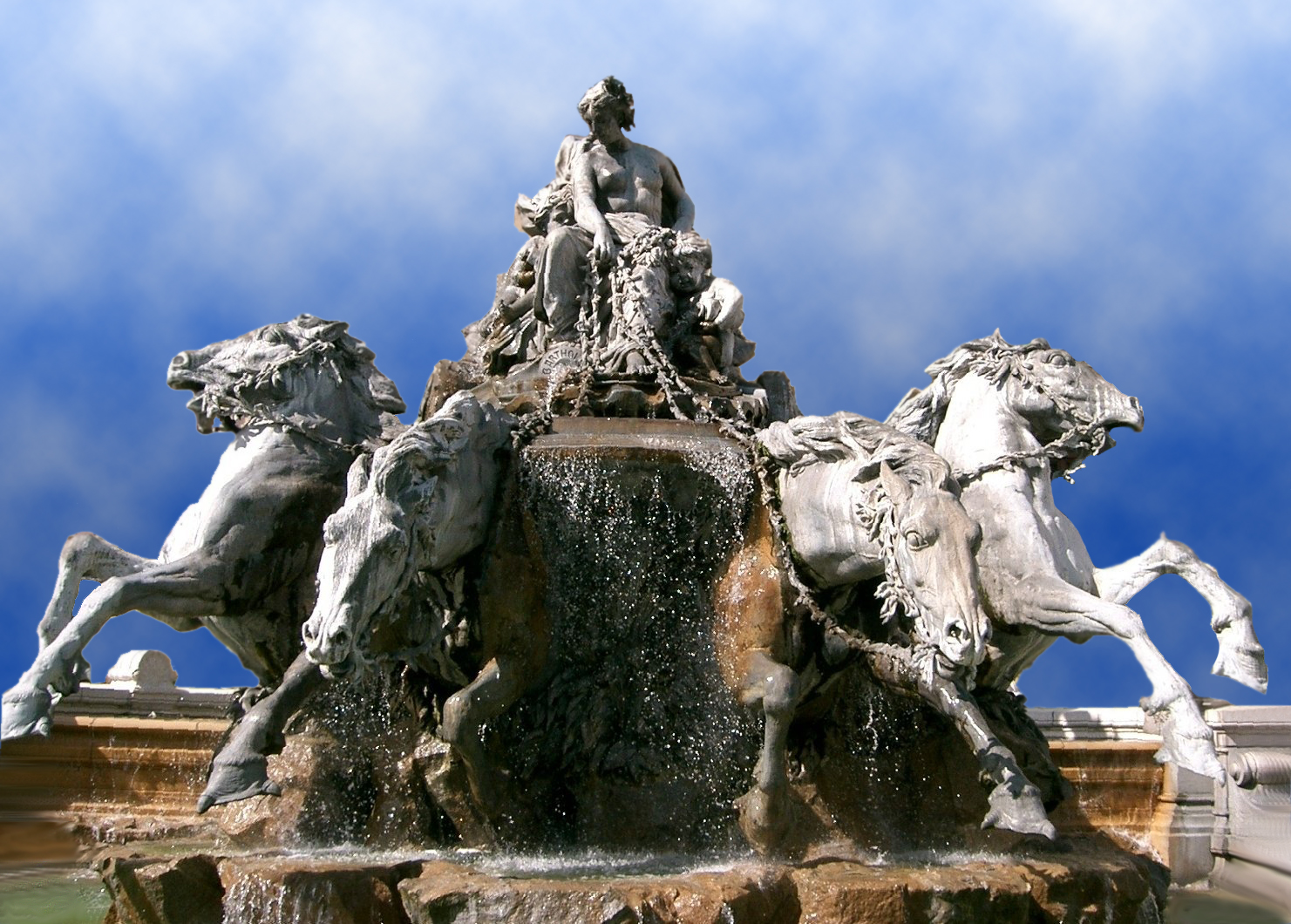
Bartholdifontein in Lyon
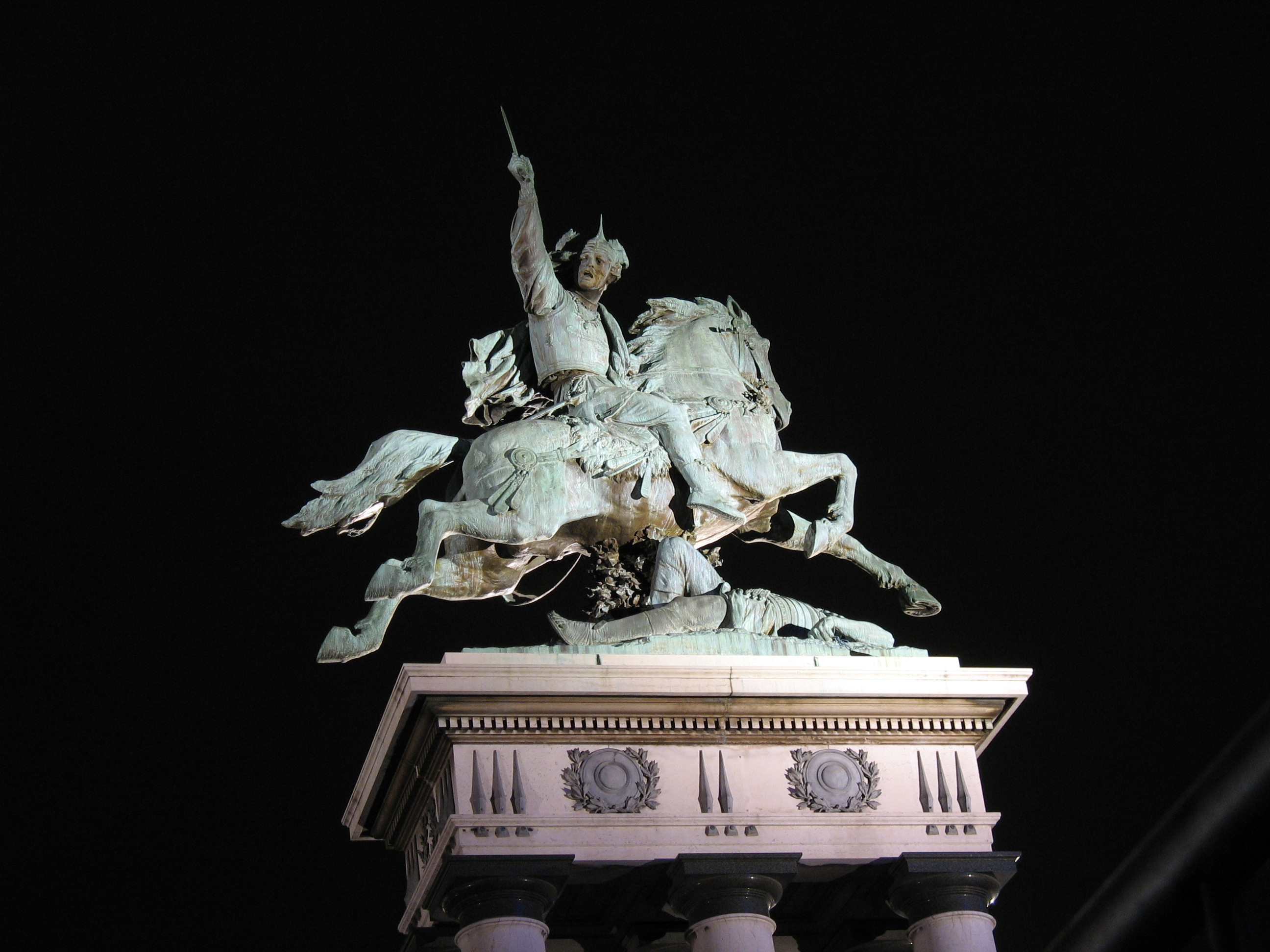
Standbeeld van Vercingetorix in Clermont-Ferrand
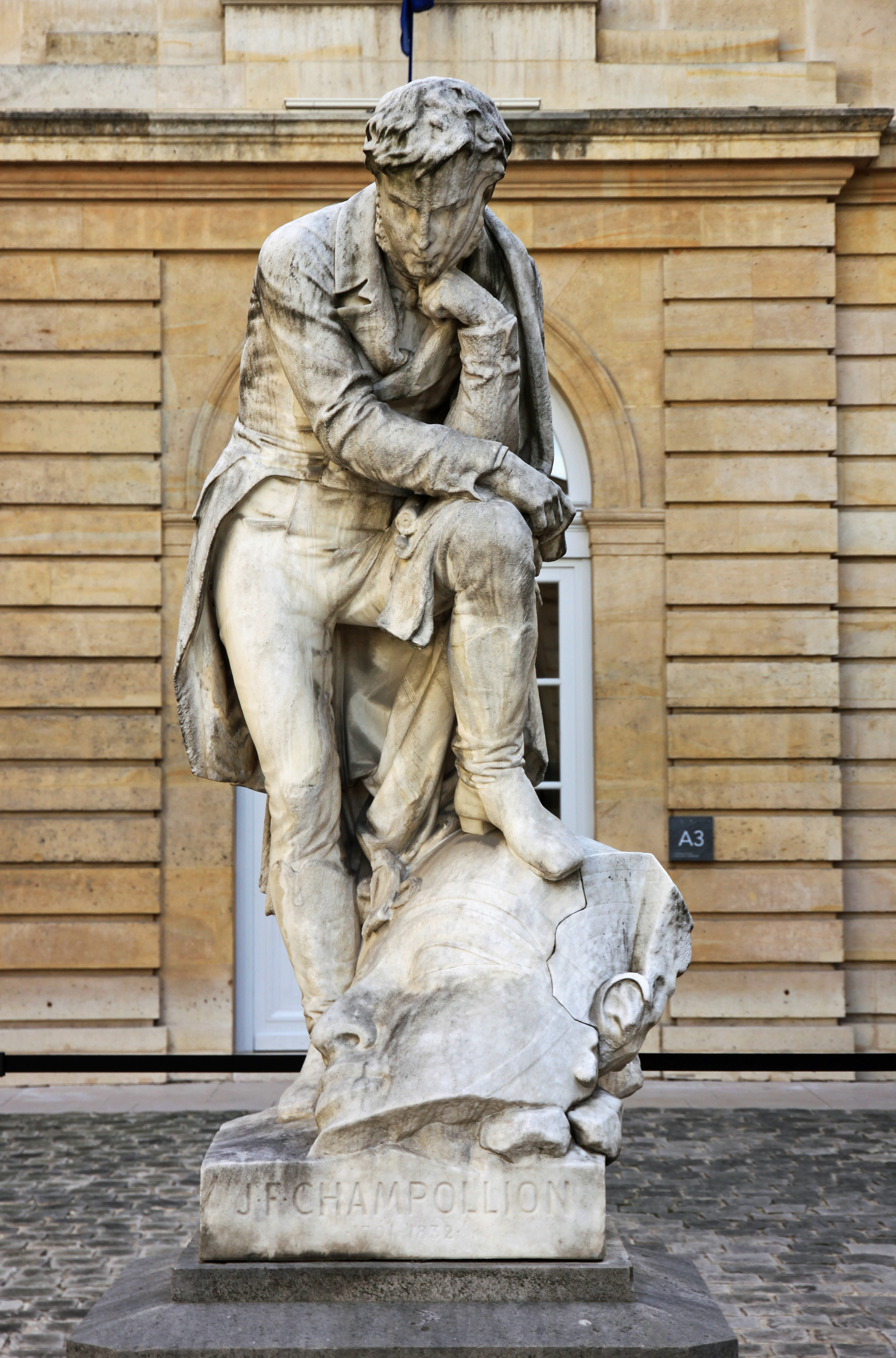
Standbeeld van egyptoloog Champollion in Parijs

- Bibsys: 2096975
- Biblioteca Nacional de España: XX1689468
- Bibliothèque nationale de France: cb125053350 (data)
- Gemeinsame Normdatei: 118652842
- Historisch woordenboek van Zwitserland: 021979
- International Standard Name Identifier: 0000 0000 6630 8156
- Library of Congress Control Number: n84037622
- Base Léonore: LH//128/45
- National Archives and Records Administration: 10567945
- Nationale bibliotheek van Australië: 65321040
- Nationale Bibliotheek van Israël: 987007432680905171
- Nationale Bibliotheek van Polen: a0000001926206
- Nederlandse Thesaurus van Auteursnamen: 141127309
- PIC: 322472
- RKD-Nederlands Instituut voor Kunstgeschiedenis: 4752
- SIKART: 4023483
- SNAC: w6tm7jq5
- Système universitaire de documentation: 027291308
- Trove: 1799823
- Union List of Artist Names: 500012902
- Virtual International Authority File: 7494435
- WorldCat: E39PBJrKKYB9mwRxj4fvJGPhHC